# Шевченково (Воронежская область)
Шевченково — село в Кантемировском районе Воронежской области России, находящееся в 16 км к северу от Кантемировки.
Входит в состав Пасековского сельского поселения.

## География

### Улицы
- ул. Мира,
- ул. Советская,
- ул. Степная,
- ул. Юбилейная.

## История
В 1750 году жители Талов на речке Голой поставили водяные мельницы и стали селиться возле них на свободных землях. Образовался хутор, получивший название Голый. В 1819 году с построением церкви он стал селом.
Из-за малоземелья в 1823 году из этого села в Астраханскую губернию переселилось 28 семей.
В годы коллективизации в селе возник колхоз имени Т. Г. Шевченко.
В 1966 году указом президиума ВС РСФСР село Голая переименовано в Шевченково.
В центре села находится захоронение 126 воинов различных частей 6-й армии Воронежского фронта, погибших в боях за село. На могиле установлен памятник — фигуры юноши и девушки, дающие клятву. На постаменте — плита с надписью 90 погибших бойцов (остальные пока что неизвестны). Рядом стела с именами погибших односельчан.
По состоянию на 1995 год, в Шевченково 199 дворов и 609 жителей, имеется сельский клуб, школа и магазин.

## Население
| 1859 | 1897  | 2010 |
| ---- | ----- | ---- |
| 1525 | ↗1833 | ↘355 |

## Персоналии
- Заблоцкий, Николай Иванович (1928—2000) — украинский и советский тренер по тяжёлой атлетике, заслуженный тренер Украины (1965), заслуженный тренер СССР (1970). Судья международной категории (1977).